# Naturschutzgebiet Ölfetal

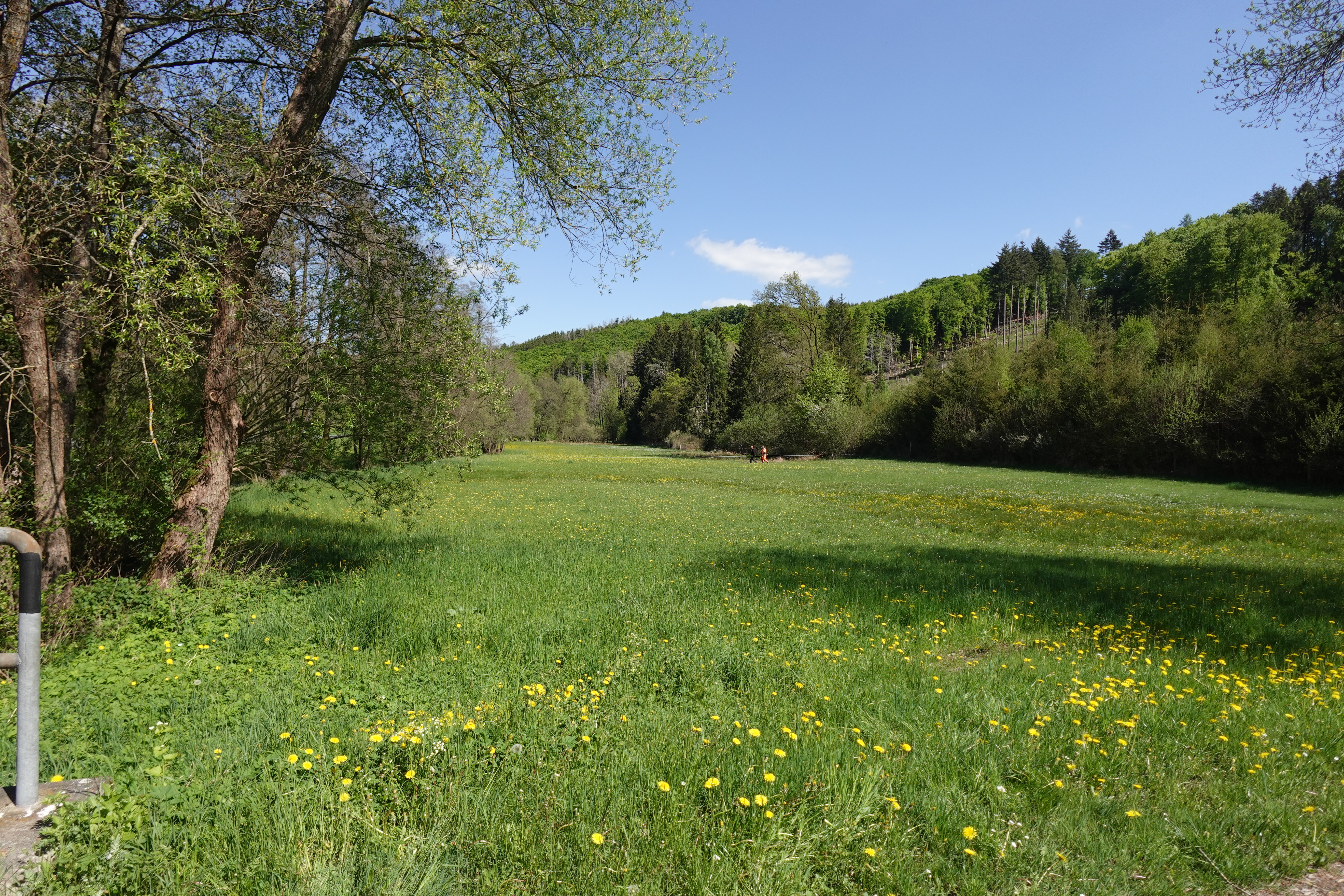
Naturschutzgebiet Ölfetal vom Westrand

Das Naturschutzgebiet Ölfetal mit einer Größe von 12,37 ha liegt westlich und südöstlich von Dreislar im Stadtgebiet von Medebach. Es wurde 2003 mit dem Landschaftsplan Medebach durch den Hochsauerlandkreis als Naturschutzgebiet (NSG) ausgewiesen. Das NSG ist Teil des Europäischen Vogelschutzgebiets Medebacher Bucht. Das NSG besteht aus zwei Teilflächen. Die westliche Teilfläche grenzt im Westen an das Stadtgebiet von Hallenberg. Im Osten geht die Ostfläche bis zur Landesgrenze nach Hessen. Westlich grenzt direkt das Naturschutzgebiet Mahlbach- und Ölfetalsystem im Stadtgebiet Hallenberg an.

## Gebietsbeschreibung
Im NSG handelt es sich um Teile des Grünlandtals des Baches Ölfe.

## Tier- und Pflanzenarten im NSG
Auswahl vom Landesamt für Natur, Umwelt und Verbraucherschutz Nordrhein-Westfalen dokumentierter Pflanzenarten im Gebiet: Amsel, Bachstelze, Baumpieper, Blauflügel-Prachtlibelle, Bluthänfling, Buchfink, Dorngrasmücke, Eichelhäher, Elster, Feldlerche, Fitis, Gartengrasmücke, Gemeiner Grashüpfer, Goldammer, Grasfrosch, Grünfink, Heckenbraunelle, Mönchsgrasmücke, Nachtigall-Grashüpfer, Neuntöter, Rabenkrähe, Rebhuhn, Ringeltaube, Rohrammer, Rotkehlchen, Roesels Beißschrecke, Sumpfrohrsänger, Turteltaube, Wacholderdrossel, Wachtel, Weidenmeise, Zaunkönig, Zilpzalp und Zwitscherschrecke. Früher kam auch das Braunkehlchen im Bereich Pitzfeld als Brutvogel vor.
Im NSG kommen gefährdete Pflanzenarten vor. Auswahl vom Landesamt dokumentierter Pflanzenarten im Gebiet: Acker-Minze, Acker-Witwenblume, Ährige Teufelskralle, Aufrechter Igelkolben, Bachbunge, Berg-Platterbse, Besenginster, Bitteres Schaumkraut, Blutwurz, Breit-Wegerich, Breitblättriger Thymian, Breitblättriges Knabenkraut, Brennender Hahnenfuß, Echte Brunnenkresse, Echte Schlüsselblume, Echte Zaunwinde, Echter Baldrian, Echtes Johanniskraut, Echtes Labkraut, Echtes Leinkraut, Echtes Mädesüß, Echtes Springkraut, Gänseblümchen, Gamander-Ehrenpreis, Geflecktes Johanniskraut, Gemeiner Hohlzahn, Geruchlose Kamille, Gewöhnliche Pestwurz, Gewöhnlicher Gilbweiderich, Gewöhnliches Ferkelkraut, Glattes Habichtskraut, Gras-Sternmiere, Großer Wiesenknopf, Gundermann, Hain-Sternmiere, Harzer Labkraut, Heide-Nelke, Herbstzeitlose, Hopfen, Jakobs-Greiskraut, Kleine Bibernelle, Kleine Braunelle, Kleiner Baldrian, Kleiner Klappertopf, Kleiner Wiesenknopf, Kleines Habichtskraut, Kleinköpfiger Pippau, Kletten-Labkraut, Knolliger Hahnenfuß, Kohldistel, Kriechender Günsel, Kriechender Hahnenfuß, Kuckucks-Lichtnelke, Körner-Steinbrech, Magerwiesen-Margerite, Mittlerer Wegerich, Moor-Labkraut, Moschus-Malve, Quell-Sternmiere, Quellen-Hornkraut, Rundblättrige Glockenblume, Salbei-Gamander, Scharfer Hahnenfuß, Schlangen-Knöterich, Schmalblättriges Weidenröschen, Schmalblättriges Wollgras, Spitz-Wegerich, Spitzlappiger Frauenmantel, Sumpf-Dotterblume, Sumpf-Helmkraut, Sumpf-Labkraut, Sumpf-Pippau, Sumpf-Schachtelhalm, Sumpf-Vergissmeinnicht, Teich-Schachtelhalm, Trollblume, Ufer-Wolfstrapp, Wald-Ehrenpreis, Wald-Engelwurz, Wald-Schachtelhalm, Wasser-Minze, Wasserpfeffer, Weißes Labkraut, Wiesen-Bocksbart, Wiesen-Bärenklau, Wiesen-Flockenblume, Wiesen-Kerbel, Wiesen-Kümmel, Wiesen-Labkraut, Wiesen-Pippau, Wiesen-Platterbse, Wiesen-Schaumkraut, Wirbeldost, Zaun-Wicke, Zottiges Weidenröschen.

## Schutzzweck
Das NSG soll das Grünland mit Bach und seinem Arteninventar schützen. Wie bei allen Naturschutzgebieten in Deutschland wurde in der Schutzausweisung darauf hingewiesen, dass das Gebiet „wegen der Seltenheit, besonderen Eigenart und Schönheit des Gebietes“ zum Naturschutzgebiet erklärt wurde.